# Винкельманн, Майк
Майк Винкельманн (род. 20 июня 1981), известный под псевдонимом Бипл (англ. Beeple) — американский цифровой художник, графический дизайнер и аниматор, создающий комические и фантасмагорические произведения, посвящённые актуальным политическим и социальным темам и использующие отсылки к явлениям поп-культуры. С 2007 года он каждый день выпускает новое изображение в рамках проекта «Ежедневно». Коллаж из изображений этой серии Ежедневно: первые 5000 дней (англ. Everydays: the First 5000 Days) был продан 11 марта 2021 года за 69,34 миллиона долларов, что сделало его третьим по стоимости произведением современного искусства. Работа была продана как  невзаимозаменяемый токен, и стала первым произведением такого рода, проданным на аукционе «Кристис».

## Детство, юность и образование
Винкельманн родился в 20 июня 1981 году и вырос в деревне Норт-Фон-дю-Лак, штат Висконсин В детстве Винкельманн не собирался становиться художником. В 2003 году он окончил Университет Пердью по специальности «Компьютерные науки». Однако во время учебы в колледже он большую часть свободного времени тратил на творческие проекты, такие как цифровые короткометражки и изображения, которые он сам описывал как «маленькое странное абстрактное цифровое искусство». После окончания университета Винкельманн работал веб-дизайнером, но в свободное время продолжал заниматься своими творческими проектами, которые он называл «барахло Бипла» (англ. Beeple stuff).

## Карьера художника

### «Ежедневно»
Винкельманн создал серию работ «Ежедневно», публикуя новое изображение каждый день, начиная с 1 мая 2007 года. С тех пор он не пропустил ни дня. Новые изображения Винкельманн публиковал даже в день своей свадьбы и в день рождения его детей.
На запуск проекта его вдохновил Том Джадд, который писал новую картину каждый день в течение года. Винкельманн решил, что это эффективный способ улучшить свои художественные навыки.
В последующем он каждый год фокусировался на новом навыке или изобразительном средстве. Например, в 2012 году он использовал Adobe Illustrator, а в 2015 — Cinema 4D. Работы Винклеманна часто изображают антиутопическое будущее. Часто он использует узнаваемые образы популярной культуры или политики, чтобы создавать актуальную сатиру.
Некоторые работы Винкельмана вошли в коллекцию прет-а-порте Louis Vuitton весны/лета 2019 года.

Из серии «Ежедневно»
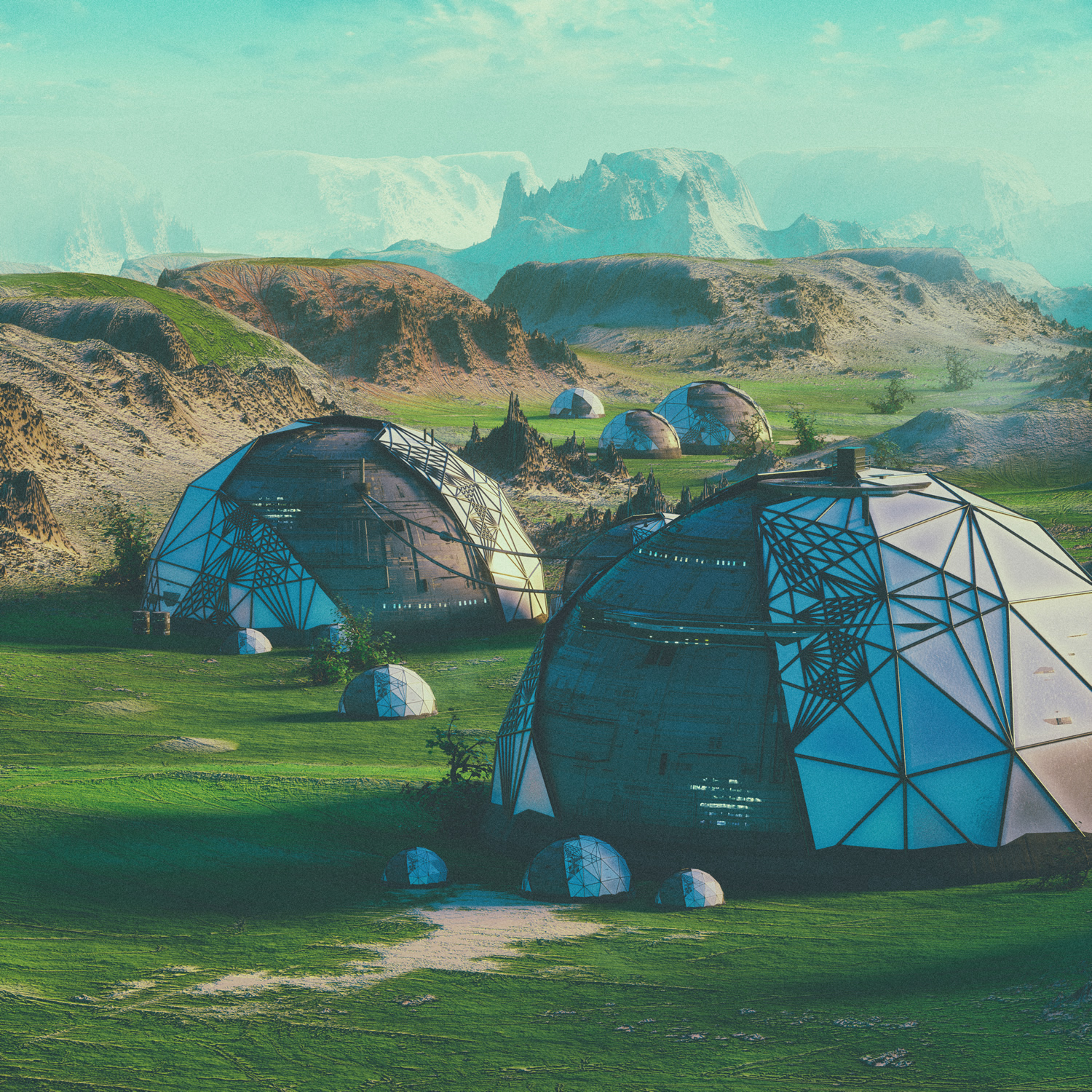
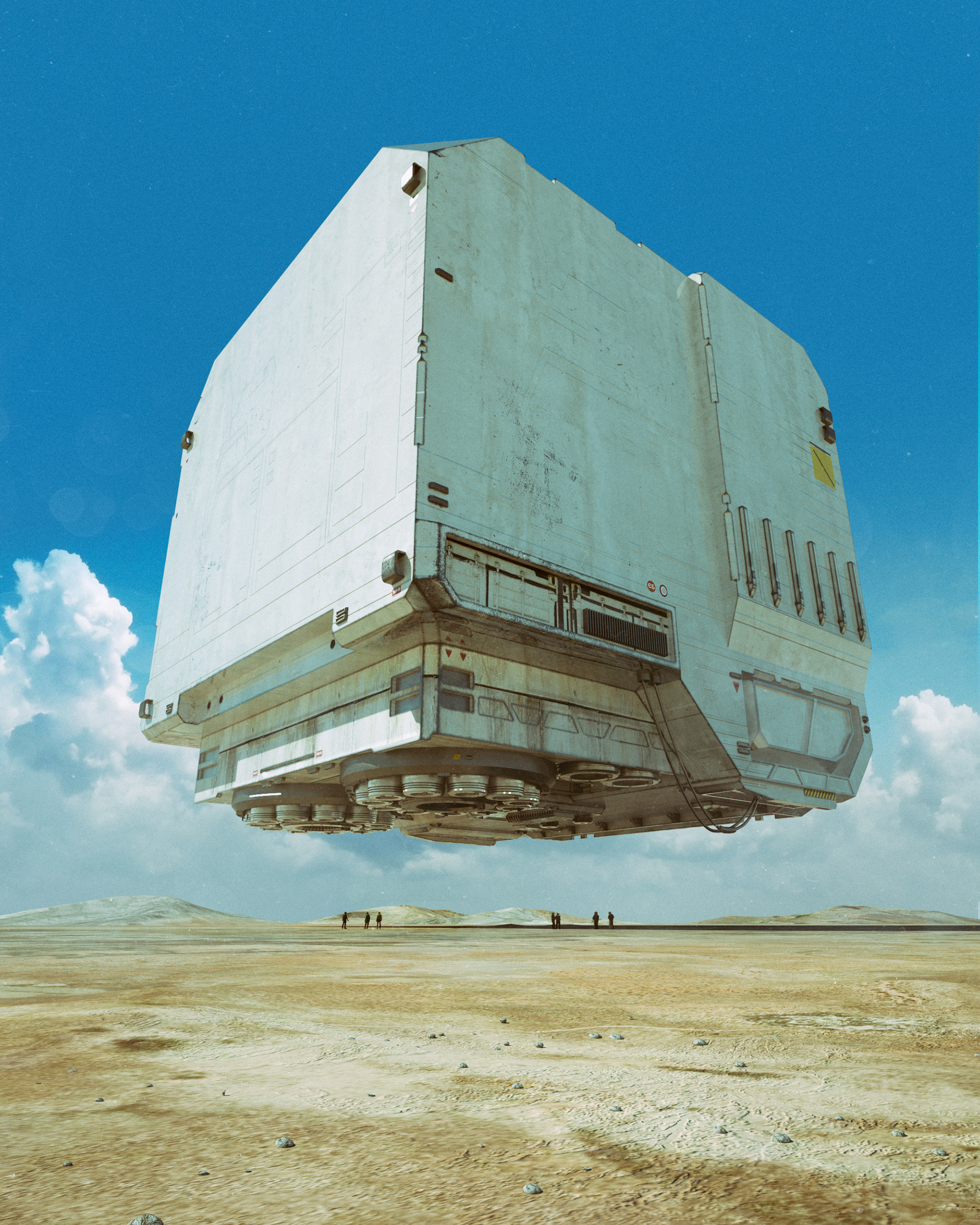
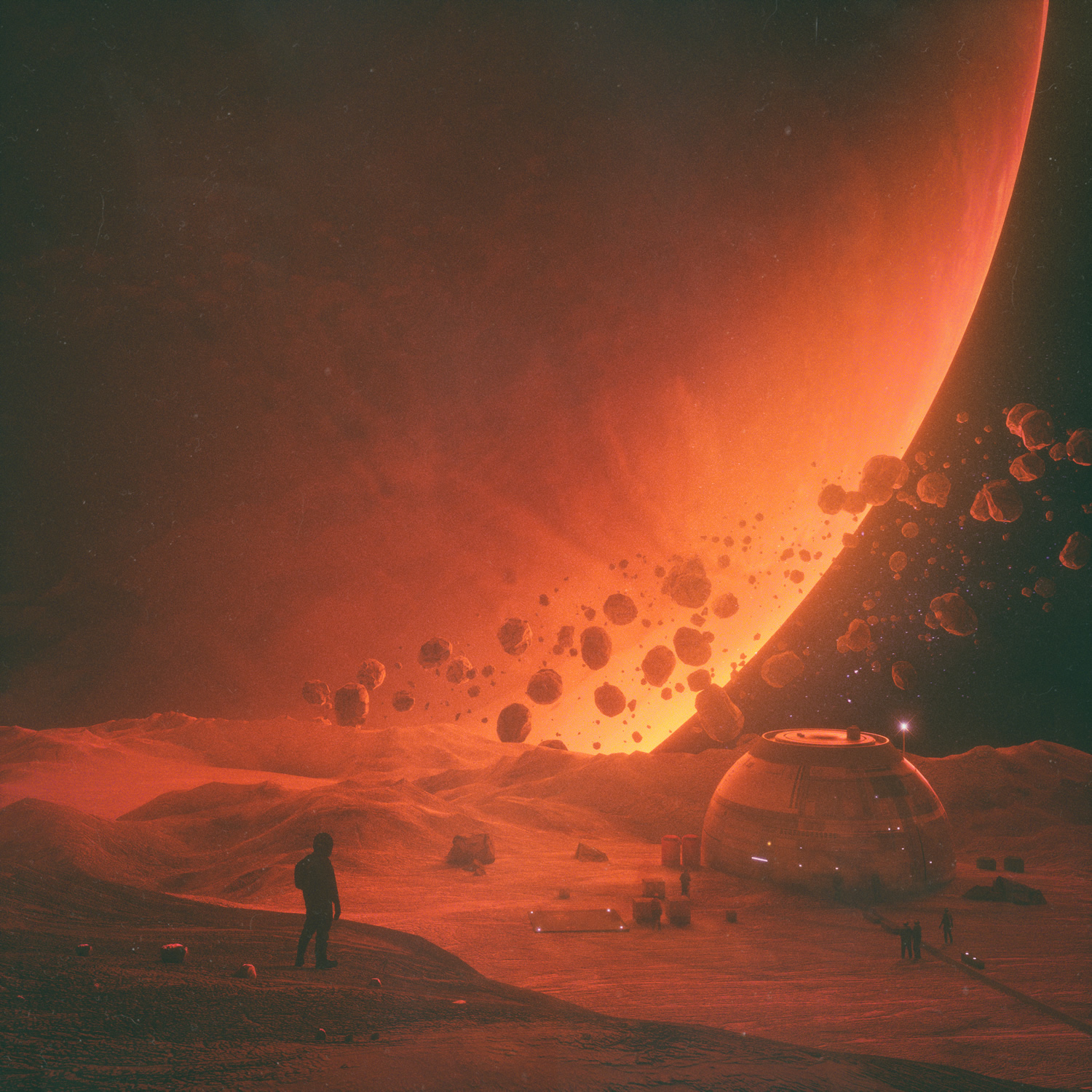
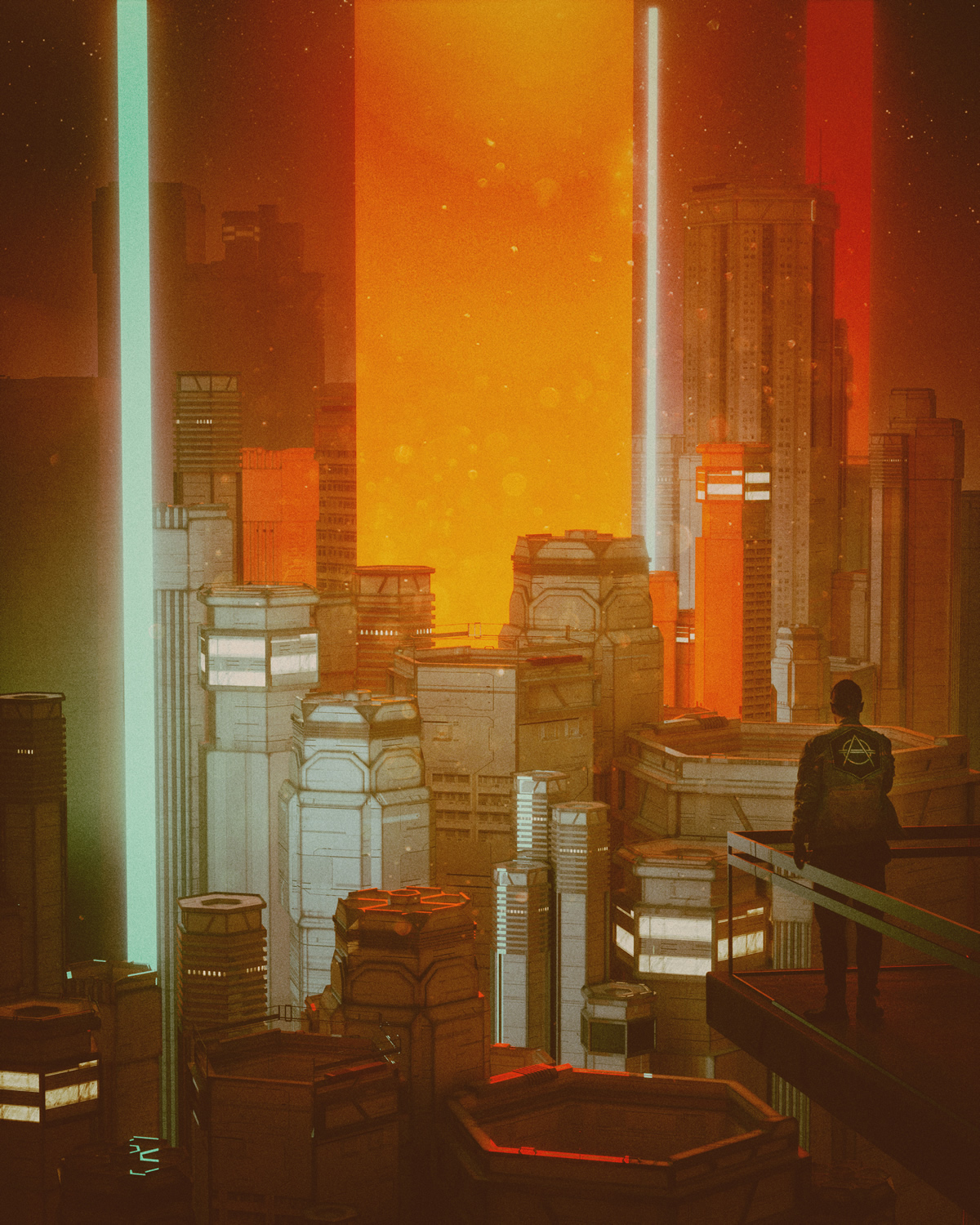
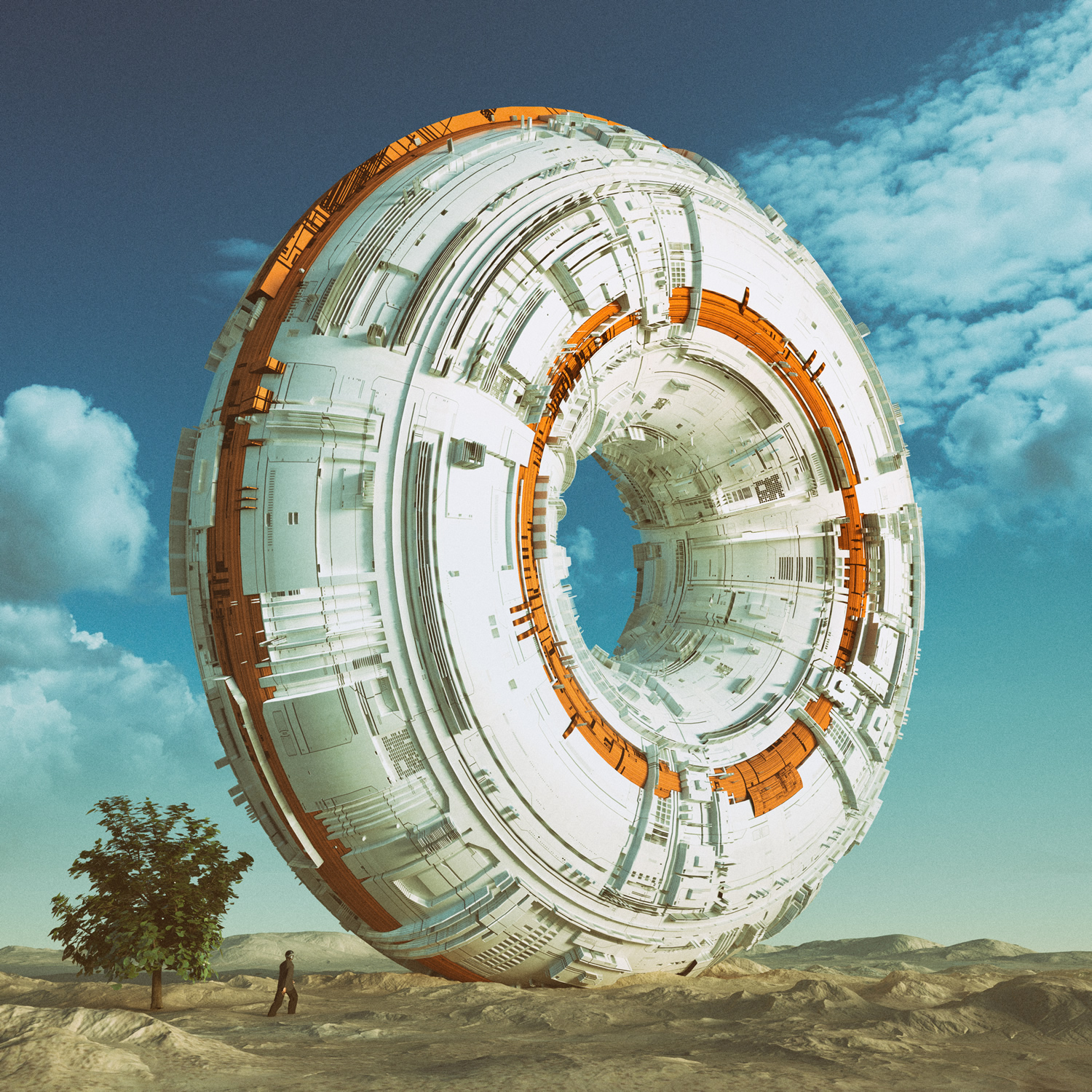

### Контрактная работа
Винкельманн создал сотни петель виджея, выпуская их по лицензии Creative Commons. Это дало ему возможность участвовать в создании визуальных эффектов для концертов известных музыкантов, таких как Ариана Гранде, Джастин Бибер, Чилдиш Гамбино и Ники Минаж, а также для таких мероприятияй, как VMA и два перерыва в шоу Суперкубка. Винкельманн также работал с мировыми брендами, включая Nike, Apple и Space X.

### Продажи через токены
В октябре 2020 года Винкельманн начал продавать невзаимозаменяемые токены на свои работы через сервис Nifty Gateway. Цифровое изображение в форме файла связывалось с уникальным токеном в блокчейне. Токен подтверждает право владения и может передаваться другому человеку.
Внимание привлекла работа «Перекресток», которая могла превратиться в одну из двух анимаций в зависимости от победителя президентских выборов в США 2020 года. Это изображение было продано автором за 66 666,66 долларов, а в феврале 2021 года перепродано за 6,6 миллиона долларов
Коллаж изображений из серии «Ежедневно» под названием «Ежедневно: первые 5000 дней» 25 февраля 2021 года был выставлен Кристис со стартовой ценой 100 долларов на двухнедельный онлайн-аукцион, который 11 марта завершился на отметке 69,34 миллиона долларов. Впервые объект в форме уникального токена был продан традиционным аукционным домом, и он стал первым лотом для Кристис, который могли оплатить в Ethereum.
Винкельман сообщил, что в конце апреля 2021 года выпустит весеннюю коллекцию работ, которая также станет доступна для приобретения в форме уникальных токенов.

## Личная жизнь
Винкельманн живёт в Чарльстоне, Южная Каролина. Женат, имеет двоих детей.